# Ворокомлівська сільська рада
Ворокомлівська сільська рада — адміністративно-територіальна одиниця та орган місцевого самоврядування у Камінь-Каширському районі Волинської області з адміністративним центром у с. Ворокомле.

## Історія
5 лютого 1965 року, Указом Президії Верховної Ради Української РСР, Ворокомлівську сільську раду Любешівського району Волинської області передано до складу Камінь-Каширського району.

## Населені пункти
Сільській раді підпорядковані населені пункти:
- с. Ворокомле

## Населення
Згідно з переписом УРСР 1989 року чисельність наявного населення сільської ради становила 1970 осіб, з яких 971 чоловік та 999 жінок.
За переписом населення України 2001 року в сільській раді мешкали 1893 особи.

### Мова
Розподіл населення за рідною мовою за даними перепису 2001 року:
| Мова       | Відсоток |
| ---------- | -------- |
| українська | 99,53 %  |
| російська  | 0,37 %   |
| білоруська | 0,05 %   |
| молдовська | 0,05 %   |

## Склад ради
Рада складається з 16 депутатів та голови.

## Керівний склад сільської ради
| ПІБ                     | Основні відомості                                                                                  | Дата обрання | Дата звільнення |
| ----------------------- | -------------------------------------------------------------------------------------------------- | ------------ | --------------- |
| Тютях Віра Петрівна     | Сільський голова, 1976 року народження, освіта вища                                                |              |                 |
| Зубач Іван Лукашович    | Сільський голова, 1955 року народження, освіта вища, член Всеукраїнського об'єднання «Батьківщина» | 31.10.2010   | 16.12.2012      |
| Зубач Василь Лук'янович | Сільський голова, 1960 року народження, освіта середня загальна, безпартійний                      | 16.12.2012   |                 |

Примітка: таблиця складена за даними джерела